# Rozalie Hirs
Rozalie Hirs (Gouda, 7 april 1965) is een Nederlandse componist en dichter.

## Biografie
Hirs volgde van haar twaalfde piano- en van haar zeventiende zangles. De middelbare school volgde ze van 1975 tot 1979 aan het Gymnasium Herkenrath, Noordrijn-Westfalen in Duitsland, van 1979 tot 1983 aan het Nieuw Lyceum in Bilthoven. Vanaf 1983 studeerde ze chemische technologie aan de Universiteit Twente en behaalde in 1990 haar 'Master of Science' titel. Tijdens haar studie zong ze in enkele operaproducties, georganiseerd door de muziekschool Enschede, en schreef en zong ze stukken voor haar new-waveband Boolean. Van 1991 tot 1992 studeerde ze klassieke zang als hoofdvak bij Eugenie Ditewig aan het Utrechts Conservatorium, en van 1992 tot 1994 als bijvak bij Gerda van Zelm aan het Koninklijk Conservatorium Den Haag.

### Muziekopleiding
Van 1991 tot 1998 studeerde ze hoofdvak compositie aan het Koninklijk Conservatorium te Den Haag: van 1991 tot 1994 bij Diderik Wagenaar, van 1994 tot 1998 bij Louis Andriessen, aangevuld met compositielessen bij Gilius van Bergeijk en Clarence Barlow. Ze voltooide haar hoofdvakstudie compositie aan het Koninklijk Conservatorium in 1998. Het verkregen diploma werd na de Bolognaverklaring officieel omgezet naar een 'Master of Music'.
Van 1999 tot 2002 studeerde ze compositie bij de Franse spectralist Tristan Murail aan de Columbia-universiteit, New York. In 2007 ontving ze haar 'Doctor of Musical Arts' titel. Haar dissertatie omvatte de compositie 'Platonic ID' voor het Asko/Schönberg en een essay over hedendaagse spectrale compositietechnieken en het gebruik van de software OpenMusic.
In 2002 volgde ze de cursus Computer music and composition aan het Ircam, gegeven door Mikhail Malt (OpenMusic), Benjamin Thigpen (Max/msp), Jean Lochard (Diphone) en Marco Stroppa (OMChroma).

### Docent
Hirs ontwikkelde de cursus 'OpenMusic and contemporary compositional techniques' die zij in 2005-2006 in samenwerking met het Nieuw Ensemble gaf aan het Conservatorium van Amsterdam. In 2010-2011 was Hirs als gastdocent compositie verbonden aan de Guildhall School of Music and Drama te London. In 2017-2018 was zij gedurende een semester als gastdocent compositie verbonden aan het Koninklijk Conservatorium (Den Haag).
Daarnaast gaf zij cursussen en workshops creative writing in het kader van Kunstwelten (Akademie der Künste in Berlijn) en Vormstudies (Academie van Bouwkunst in Amsterdam).

## Muziek

### Stijlkenmerken
Hirs' muziek toont een voorliefde voor klank en verfijnde microstructuren in combinatie met de classicistische vormopvattingen van de Haagse School. Haar compositietechnieken zijn een onderzoek naar de werking van klank, psycho-akoestische verschijnselen, en emotie in muziek. De luisterervaring staat altijd centraal. Met dat wiskundige skelet onder haar muziek hoef je je als argeloze luisteraar niet bezig te houden. Want Hirs lijkt je vooral de zachte, glimmende huid van haar klanken te willen tonen.
Hirs' compositietechnieken hebben een wetenschappelijke inslag. Zij worden gekenmerkt door het verwerken van psycho-akoestische verschijnselen (zoals het cocktail-party-effect in In LA en de som- en verschiltonen in Book of mirrors en Roseherte), akoestische wetten van de snaar (zoals de flageoletten in article 4), getalsverhoudingen (bijvoorbeeld de getalsverhoudingen uit Plato's Timaeus in Platonic ID), priemgetallen (in Book of mirrors) en microtonen (voor het eerst als kwarttonen genoteerd in a-book-of-light en Roseherte). In Platonic ID componeert Hirs series akkoorden die ze baseert ze op Timaeusgetalsverhoudingen van Plato (1:2:4:8, gestapelde octaven, en 1:3:9:27, gestapelde octaven plus kwinten) en boventoonspectra.
In Book of mirrors vormt Hirs haar harmonische taal met behulp van priemgetalsverhoudingen en ringmodulaties. Ringmodulatie is een techniek afkomstig uit de elektronische muziek. Hirs vertaalt deze naar de instrumentale partituur. Zij berekent hiertoe de som- en verschiltonen op een gekozen interval of akkoord met behulp van de software Open Music. Hirs voltooide dit werk in 2001 in samenwerking met de abstracte cineast Joost Rekveld. Het is het tweede deel (#23.2) van de vijfdelige serie #23 van de filmmaker. Priemgetallen staan aan de basis van de tijdstructuur, het ritme en de ontwikkelende akkoorden voor de verschillende secties. Hirs vormde de akkoorden door aan de hand van priemgetallen de bijbehorende boventonen te kiezen en deze te ringmoduleren.

### Microtonen
De vertaling naar notenschrift ziet Hirs als een praktische concessie aan haar gebruik van absolute frequenties tijdens het componeren. Het huidige notenschrift is gebaseerd op een 12-toons gelijkzwevende stemming, waardoor niet alle frequenties en toonhoogten in die notatie te vatten zijn. Hirs voert haar berekeningen uit in een continuüm van frequenties, en rondt de berekende waarden vervolgens af naar het gangbare notenschrift (in Book of Mirrors naar halve tonen, in Roseherte eerst naar halve tonen en vervolgens naar kwarttonen). De niet-afgeronde frequenties gebruikt ze als basis voor de elektronische klanksynthese, zoals bijvoorbeeld in Roseherte. De musici kunnen de elektronische klanken tijdens repetitie en uitvoering gebruiken ter referentie.
Hirs componeerde daarnaast veel werken op eigen teksten, waarbij ze de (spreek)stem partij vaak zelf inzingt en -spreekt. Ze voert haar composities regelmatig zelf uit.

## Composities

### Orkest of groot ensemble
- bron, voor groot orkest (2023), compositie-opdracht van de NTR Zaterdagmatinee en Stichting Vrienden van de Zaterdagmatinee voor het Radio Filharmonisch Orkest
- avatar, voor orkest (2022), compositie-opdracht van philharmonie zuidnederland
- lightclouds, voor koperkwartet, ensemble, elektronische klanken (2019) compositie-opdracht van de Zaterdagmatinee/ NTR Stichting Omroep Muziek voor Ensemble Musikfabrik
- Atlantis ampersand, voor kamerorkest, koor, elektronische klanken (muziek, poëzie; 2015) compositie-opdracht van het Holland Festival en Klangforum Wien, met ondersteuning van Fonds Podiumkunsten
- The honeycomb conjecture, voor groot ensemble, elektronische klanken (2015) compositie-opdracht van Asko❘Schönberg en Philharmonie Essen, Noordrijn-Westfalen, Duitsland
- Lichtende Drift, voor 23-stemmig strijkorkest (2014) compositie-opdracht van Amsterdam Sinfonietta, met ondersteuning van Fonds Podiumkunsten
- Arbre généalogique, voor sopraan, ensemble, elektronische klanken (2011) compositie-opdracht van Asko❘Schönberg, met ondersteuning van Fonds Podiumkunsten
- Roseherte, voor groot orkest, elektronische klanken (2007-08) compositie-opdracht van Nederlandse Muziekdagen, met ondersteuning van Fonds Podiumkunsten
- Platonic ID, voor kamerorkest of dertien instrumenten (2005-06) compositie-opdracht van Asko❘Schönberg, met ondersteuning van Fonds Podiumkunsten
- Book of mirrors, voor negentien instrumenten (2001) compositie-opdracht van Asko❘Schönberg en Holland Festival, met ondersteuning van Fonds Podiumkunsten

### Ensemble
- charms, symmetries voor ensemble (2024) compositie-opdracht van Ensemble Klang, Den Haag
- adonis blue, voor strijkkwartet (2023; versie voor saxofoonkwartet, 2024)
- artemis, voor sopraan, ensemble, elektronische klanken (muziek, poëzie; 2022) compositie-opdracht van Donaueschingen Festival, Baden-Württemberg, Duitsland
- hand in hand, voor sopraan, strijkkwartet (muziek, poëzie; 2020) compositie-opdracht van Kulturkreis für Neue Musik Heilbronn, Baden-Württemberg, Duitsland
- dreams of airs, voor spreekstem, ensemble, elektronische klanken (muziek, poëzie; 2018) compositie-opdracht van Stichting Iris or Hazel, met ondersteuning van Fonds Podiumkunsten
- parallel sea [to the lighthouse], voor ensemble, elektronische klanken (2018) compositie-opdracht van Asko❘Schönberg, met ondersteuning van Fonds Podiumkunsten
- parallel world [breathing], voor ensemble, elektronische klanken (2017) compositie-opdracht van de Universiteit van Amsterdam en het Koninklijk Concertgebouworkest, met ondersteuning van Fonds Podiumkunsten
- Venus, voor zes slagwerkers, elektronische klanken (2010) compositie-opdracht van Slagwerk Den Haag, met ondersteuning van Stichting Eduard van Beinum
- Zenit, voor strijkkwartet (2010) met ondersteuning van Fonds Podiumkunsten
- Sacro Monte, voor tien instrumenten (1997) compositie-opdracht van Ensemble Antidogma Musica/ Il Suono dei Parchi, Piemonte, Italië

### Kamermuziek of solo
- bee sage, voor cello, kontrabasklarinet (2023)
- article 10 [prismes], voor cello (2021) première door de Franse celliste Marie Ythier, compositie-opdracht van Radio France
- meditations, voor piano, elektronische klanken (2017) première door de Britse pianist Philip Thomas tijdens November Music, met ondersteuning van Fonds Podiumkunsten
- On Tenderness, voor piano, elektronische klanken (2016), met ondersteuning van Fonds Podiumkunsten
- Tijd en sintel, voor spreekstem, 31-toons orgel, elektronische klanken (muziek, poëzie; 2016) compositie-opdracht van Stichting Huygens-Fokker, met ondersteuning van Fonds Podiumkunsten
- Nadir, voor strijkkwartet, elektronische klanken (2014) compositie-opdracht van November Music, met ondersteuning van Fonds Podiumkunsten
- Infinity Stairs, voor fluit, basklarinet, elektrische gitaar, elektronische klanken (2014), met ondersteuning van een Stipendium van het Fonds Podiumkunsten
- article 8 [infinity], voor fluit, elektronische klanken (2014) met ondersteuning van een Stipendium van het Fonds Podiumkunsten
- article 6 [six waves], voor elektrische gitaar, elektronische klanken (2013) compositie-opdracht van Wiek Hijmans, met ondersteuning van een Stipendium van het Fonds Podiumkunsten
- article 7 [seven ways to climb a mountain], voor basklarinet, elektronische klanken (2012) compositie-opdracht van Fie Schouten, met ondersteuning van een Stipendium van het Fonds Podiumkunsten
- article 5 [dolphin, curved time], voor solo sopraan (2008) compositie-opdracht van Marja Bon, Wendingen
- article 4 [landkaartje – la carte géographique – map butterfly], voor solo viool of altviool (2004) compositie-opdracht van Concerten Tot En Met, met ondersteuning van Fonds Podiumkunsten
- article 1 to 3 [the, aleph, a], voor piano solo (2003) compositie-opdracht van Kees Wieringa, met ondersteuning van Fonds Podiumkunsten
- article 0, voor solo percussie (2000) compositie-opdracht van Arnold Marinissen, met ondersteuning van Fonds Podiumkunsten

### Muziek met spreekstem (op eigen tekst)
- al dat groen en blauw, voor spreekstem en soundtrack (2022) compositie-opdracht van Woordnacht
- In war of [war], voor twaalf spreekstemmen (2013) compositie-opdracht van Words Live
- Curved space, voor spreekstem, improviserende musici en live processing (2009) compositie-opdracht van Pianolab Amsterdam|Gallery of Tones, met ondersteuning van het Prins Bernhard Cultuurfonds|Alida Beekhuis Fonds
- Poetry pieces I-III [heaven bleak, dolphin, family tree], voor spreekstem en soundtrack (2008)
- Vlinders, gras, voor vier sprekers (2007)
- Aan de zon, de wereld, voor spreekstem en soundtrack (2006), ter gelegenheid van Festival Sunsation|Stichting Zonnewende, Flevoland
- Van het wonder is word, voor stem en soundtrack (2005)
- A throwaway coincidence that determined everything, soundtrack voor film van Paul Leyton (2004), met ondersteuning van een Junge Akademie Stipendium, Akademie der Künste, Berlijn, Duitsland
- Klangtext, Textklang, voor stem en live-elektronica, co-compositie met James Fei (2004), met ondersteuning van een Junge Akademie Stipendium, Akademie der Künste, Berlijn, Duitsland
- In LA, voor zes spreekstemmen of één spreekstem met soundtrack (2003), compositie-opdracht van FokkeWubbolts

### Electronisch/elektroakoestisch
- Ways of Space, elektronische compositie voor architectonische klanksculptuur (muziek: Rozalie Hirs; ruimtelijk ontwerp: Machiel Spaan; 2019) met ondersteuning van Stimuleringsfonds Creatieve Industrie, STEIM, Van Doesburghuis
- Luisterhuis, electroakoestische compositie voor interactieve sculptuur (muziek: Rozalie Hirs; ruimtelijk ontwerp: Machiel Spaan; 2017)
- Hilbert's Hotel, voor 31-toons orgel, elektronische klanken (2015) compositie-opdracht van Stichting Huygens-Fokker, met ondersteuning van het Fonds Podiumkunsten
- Curvices, composities voor sound app (muziek, poëzie: Rozalie Hirs; software design: Yvan Vander Sanden; design, animatie: Cox & Grusenmeyer; ruimtelijk ontwerp: Machiel Spaan, 2013) compositie-opdracht van Klankenbos, Neerpelt, België
- Brug van Babel, elektroakoestisch (muziek, poëzie: Rozalie Hirs; 2009) compositie-opdracht van Roel van Timmeren|ILAP, met ondersteuning van het Fonds Podiumkunsten
- Pulsars, elektroakoestisch (muziek, poëzie: 2006-07) compositie-opdracht van VPRO/ Café Sonore

### Jeugdwerk
- Ain, silabar ain, voor bigband (2013)
- Little whale and the ice, voor veertien instrumenten (2010)
- Source of Blue, voor zingende pianist (2005)
- a-book-of-light [incidence, lightproof, iris, lightly], voor elf instrumenten, elektronische klanken (2002, 2003 rev.)
- For Morton Feldman, elektroakoestisch (2002)
- Noise~, elektroakoestisch (2001)
- Europealis – Meeting Point, elektroakoestisch, co-compositie met onder meer Stevko Busch (2001)
- Dog Making Kit & Puppy, soundtrack & sopraan, piano en cello (2000)
- The Sea, voor zangstem en elektronische geluiden (1999)
- Aquarium, soundtrack en video (1999)
- Well, voor zangstem, twee altsaxofoons, keyboard, contrabas en drums (1998)
- Wel gek, voor kinderkoor en barok ensemble (1998)
- Invisible Self, voor zes koperblazers, piano en basgitaar (1996)
- Myth of Er, soundtrack en video (1996)
- Song for Cathy, voor stem en vier cello's (1995)
- Schizofonia, elektroakoestisch (1995)
- Yliaster, voor viool en piano (1995)
- Slaaplied voor een duivel, voor muziekdoosje en verteller (1994)
- Pamwe, voor tenor saxofoon en twee percussionisten (1994)
- Die Parke, voor drie sopranen (1994)

## Poëzie

### Beginjaren
Hirs presenteerde haar gedichten voor het eerst in het openbaar op 10 mei 1991 tijdens het culturele studentenfestival De Pythische Spelen in Enschede. Ze ontving de derde prijs voor poëzie en daarop een uitnodiging van Jan Kuijper, toenmalig poëzieredacteur bij Uitgeverij Querido. In 1992 debuteerde Hirs in het literaire tijdschrift De Revisor. In 1995 ontving zij de eerste prijs voor poëzie tijdens De Pythische Spelen in Amsterdam. Em. Querido's Uitgeverij publiceerde haar eerste dichtbundel Locus (1998), gevolgd door Logos (2002) en Speling (2005). Iedere nieuwe bundel kenmerkt zich door de keuze van een nieuwe benadering van taal, perspectief, narratief. Haar stijl is beeldrijk, associatief, en is zowel klank- als betekenisgericht te noemen. Haar werk werd geselecteerd voor De 100 beste gedichten van 1998, 2002 en 2005 en verscheen verder in literaire bladen in België (Poëziekrant, De Standaard), Duitsland (Akzente) en Nederland (De Gids, Tirade, De Tweede Ronde, Lust en Gratie, Parmentier) en vele bloemlezingen.

#### Locus (1998)
In haar debuutbundel Locus speelt Hirs een spel met maskers. De gedichten zijn nieuwe monologen van personages afkomstig uit de Griekse mythologie, filosofie en de christelijke traditie. Ook vinden we verwijzingen naar films en toneelstukken: zo verwijst het gedicht Man bites Dog bijvoorbeeld naar de Engelse titel van de Belgische mockumentary C'est arrivé près de chez vous uit 1992, het gedicht Lucifer naar het gelijknamige toneelstuk door Joost van den Vondel uit 1654. In het gros van de gedichten voert Hirs haar archetypische personages in kritieke situaties op en laat ze hun versie van het verhaal vertellen. Bijna altijd hebben deze gedichten te maken met het nemen van beslissingen en met de ambiguiteit van situaties waarmee we ons in de wereld geconfronteerd zien.

#### Logos (2002)
In Logos reist de lezer door het menselijk lichaam. Binnenin de dichtbundel staat een anatomische tekening, gemaakt door beeldend kunstenaar Noëlle von Eugen, waarmee de lezer door de bundel kan navigeren. De logos uit de titel zou naar de wetten van het lichaam kunnen verwijzen, waarmee we ons in de wereld geconfronteerd zien. Maar ook naar het denken, de verbeelding, en het woord. In de talrijke liefdesgedichten blijkt de beminde een mens van vlees en bloed maar tegelijkertijd ook de taal.

#### Speling (2005)
Speling valt op door haar sterke compositie: de bundel opent met een eenregelig gedichtje over droom en denken. Bij elk volgend gedicht komt er een regel bij tot het geheel is uitgegroeid tot een weg, een gedicht dat de hele pagina vult, om ten slotte over vele pagina's te exploderen in het spektakelstuk In LA. De lezer beweegt zich in een speling tussen droom en denken, woorden en regels. De eerste zin draagt de bouwstenen aan voor de rest van de bundel. Hirs is uit op momenten waarop de ervaring niet meer beperkt is tot het ene lichaam, maar zich uitbreidt naar de ander of zelfs de hele wereld.

### Contrapunt en leesmogelijkheden
Vanaf 2008 volgen de dichtbundels Geluksbrenger (2008), gestamelde werken (2012), verdere bijzonderheden (2017), oneindige zin (2021), ecologica (2023), en dagtekening van liefdesvormen (2024), die zich kenmerken door hun speelse, autonome stijl met een voorliefde voor contrapunt en simultane leesmogelijkheden. In 2014 verschijnen twee poëziebundels in vertaling, te weten život mogućnosti in Servische vertaling door Jelica Novaković en Radovan Lučić bij Biblioteka Prevodi, Banja Luka, Bosnia & Herzegovina, respectievelijk ein tag in Duitse vertaling door Ard Postuma en de auteur bij hochroth Verlag, Berlijn. In 2017 publiceert kookbooks Verlag, Berlijn, haar meertalige verzamelbundel gestammelte werke met vertalingen door o.m. Daniela Seel, Henri Deluy, Diego Puls, en Donald Gardner. Hirs noemt dit haar 'manifest voor meertalig lezen, voor Europa, de wereld'. In 2019 verschijnt ahora es una rosa in Spaanse vertaling door Diego Puls bij Yauguru, Uruguay, in 2021 gevolgd door spor af lykkebringer in Deense vertaling door Birthe Lundsgaard bij Forlaget Melodika in Denemarken. Sinds 2008 worden haar gedichten opgenomen in literaire bladen en bloemlezingen in België (Poëziekrant, DW B, nY, Het liegend konijn, Watou, Kunsttijdschrift van Vlaanderen, Septentrion, Revolver), China (World Poetry Almanac), Duitsland (Fixpoetry online, Kulturempel Kassel, Telephone journal, Hilda Magazine), Frankrijk (Action Poétique, Nunc, Deshima), Mexico (La Otra), de Verenigde Staten (Three Rooms Press, Electronic Literature Collection), Canada (Mosaic Press, Joyland Poetry), Oostenrijk (edition ch), Litouwen (Poezijas Pavasaris), en Nederland (o.m. Awater poëzietijdschift, Het Parool, Hollands Diep, De Gids, Samplekanon, Tirade, Versal).

#### Geluksbrenger (2008)
De muzikale poëzie van Geluksbrenger is in de lijn van een 'contrapunt' opgebouwd. Hirs lijkt in een gedicht verschillende gedichten tegelijkertijd op elkaar te stapelen, te bewerken, af te splitsen, door elkaar te mengen, door elkaar te schudden, in elkaar te laten vloeien. En dat in één enkele beweging. In één volgehouden adem. Ademen is een van de sleutelbegrippen in de bundel. Ademen is het eerste wat een mens doet. Zijn eerste confrontatie met de wereld. Met ademen begint de taal, met ademen begint in een lichaam de taal. Verstrengeld in denken en voelen is adem niet meer dan de tastbare aanwezigheid van een lichaam (dat zich altijd in het nu, in het vandaag bevindt) in een gedicht, in een woord, in een zin.

#### gestamelde werken (2012)
Hirs is als dichter een impressionist die graag laat zien hoe ze te werk is gegaan. In plaats van splinters te laten opgaan in een natuurlijk geheel breekt ze gehelen af tot fonkelende scherven. Wat resteert is vaak gestamel, maar niet dat van een wanhopige dichter die het onzegbare niet weet te verwoorden. Hirs probeert eerder vrolijk en opgewekt het zegbare in factoren te ontbinden. Haar poëzie is door en door geconstrueerd, terwijl het uitgangspunt vaak een gorteriaanse zintuiglijke ervaring is. Ze schrijft sensitieve verzen die op eigenzinnige wijze een verbinding tot stand proberen te brengen tussen romantiek en mathematica.

#### verdere bijzonderheden (2017)
Wanneer verdere bijzonderheden, de zesde bundel van Hirs, wordt opengeslagen, begint direct een duidelijke stem te klinken. Een bescheiden, maar heldere stem, die de muzikaliteit (en de semantiek) van de taal optimaal uitbuit. Bijvoorbeeld door in de reeks bewegingslijnen de opsomming als een stijlfiguur in te zetten. Het levert een wonderlijk soort precisie op: "neem dan een latte op weg, een sapje, biertje, spa". Wie het consistente oeuvre van Hirs volgt, weet dat ruimte een fascinatie van de dichter is, preciezer: de aanwezigheid van het lichaam in die ruimte. Het eerste dat bij verdere bijzonderheden opvalt, ten opzichte van de eerdere bundels, is de vormvastheid. Het maakt de gedichten op een bepaalde manier concreter, intenser. Lichamelijker. Het geheel heeft een opgewekt, monter karakter. Zo gaan we op weg. We gaan dat doen. Het pad dat we kiezen is voor ons. Er is stof, er zijn "slangen en glinsterend zand". Vanwege die slangen besluiten we vannacht niet buiten te kamperen. We hebben enge dromen, maar de volgende morgen eten we pannenkoek met stroop en boter en vertelt de moteleigenaar over een film van lang geleden. Er wordt gekust, in bad gegaan, een modern museum bezocht, friet gegeten, "zeg maar" gezegd. Taal klinkt als muziek, soms met een dissonant. Woorden verwijzen naar werkelijkheden, dromen, herinneringen. De lezer moet het lezen en herlezen, hardop, misschien proberen te zingen. Hirs bouwt stilletjes aan een bijzonder oeuvre. In haar werk klinkt altijd de hele kosmos door, waarbij het de vraag is of we te maken hebben met maar één kosmos, of meerdere. Toch is verdere bijzonderheden misschien wel haar meest aardse bundel, haar meest lichamelijke ook, waarin opmerkelijk veel gedichten over geboorte gaan. Elke vezel van Hirs' dichterschap zegt 'ja' tegen de wereld waarin we worden geworpen.
De serie 'varens' beweegt zich op het grensvlak van poëzie en wetenschap, onderzoekt nieuwe wetenschappelijke benamingen van recentelijk ontdekte varensoorten, waaronder Megalastrum masafuerae, Megalastrum peregrinum, Megalastrum taafense. Hoe laten wetenschappers als Michael Sundue zich bij het beschrijven van onderscheidende kenmerken inspireren door beelden en metaforen? Waar ligt de grens tussen kunst en wetenschap? Een vraag die de wetenschapper/dichter Hirs eerder stelde in 'bij toeval en de sterren' (gestamelde werken, 2012). In deze serie werden omstreden begrippen uit astrologie en mythologie, van ruim vóór de wetenschapsrevolutie, gekoppeld aan inmiddels geaccepterende, meetbare grootheden uit de astronomie.

#### oneindige zin (2021)
In oneindige zin spelen alle betekenissen van het woord 'zin' mee. Deze poëzie is zintuigelijk, heeft enorme zin om te genieten en zoekt naar zingeving, maar kan ook gelezen worden als één lange volzin zonder interpunctie waaraan nooit een einde komt. De titel van de afdeling 'de magie van een mogelijk heden' is veelzeggend, omdat er in taal eindeloos veel mogelijkheden zijn, maar al die mogelijke taalbouwsels steeds opnieuw een 'mogelijk heden' vormen: het moment van schrijven, het moment van lezen, het moment van luisteren. Vanuit een moment van ontvankelijkheid start Hirs een verrassende en overrompelende verkenning van taal, tijd, ruimte, mens, natuur, waarneming, herinnering. Het is de oneindige zin die opnieuw begint, of nooit stopt en weer doorgaat. Ook hier de opdracht voorbij te gaan aan wat we weten. Het loont deze gedichten hardop te lezen, het voortdurende spel met klank- en woordassociaties en contrasten valt dan des te meer op. Versterkt door alliteraties en assonanties ontvouwt zich een gecomponeerd, wervelend talig weefsel. Het is Hirs gelukt poëzie voorbij de taal te krijgen zonder die te verlaten en dat is een indrukwekkende prestatie. Hirs bewijst in deze bundel opnieuw dat ze als geen ander een poëtisch taalspel kan creëren. Hirs' vernuftige tour de force staat pal in de eenentwintigste eeuw.

#### ecologica (2023)
ecologica is haar meest gedurfde en misschien wel persoonlijkste bundel tot nu toe, in die zin dat de stem van de dichter luider dan ooit doorklinkt. Hirs is erin geslaagd om een zeer actueel, nijpend probleem, de klimaatverandering, tot een lyrische woordenstroom te verwerken. Hierbij verbindt ze de magie van poëzie met de bijtende ironie van protest. In 34 gedichten beschrijft Hirs de staat van de natuur zoals die zich nu aan haar voordoet, bezig te veranderen, misschien wel ten onder te gaan, maar tegelijkertijd nog vol kracht en karakter. In haar natuurgedichten zweeft Hirs boven de materie, en geeft de menselijke ervaring een stem. Wat dat betreft zijn de woorden van Hirs, die ook actief is als componist, hier net muziek: de akkoorden vloeien ritmisch in elkaar over, zonder zich iets aan te trekken van de grenzen van een zin. De meerduidigheid tiert welig in deze verzen zonder interpunctie. Wie deze bundel leest zal balanceren tussen wanhoop en diepe ontroering. De Nederlandse dichter voor lezers met oren is Rozalie Hirs. Je kon altijd al horen aan haar werk dat ze een componist is, iemand die gewend is om te luisteren naar de wereld en naar de taal. Voor veel mensen en zelfs voor veel dichters lijkt poëzie voor de eerste plaats te bestaan uit letters op papier, maar niet voor Hirs. In haar nieuwe bundel ecologica staan twee grote gedichten die tegelijkertijd libretto's zijn voor muziekwerken die ze heeft geschreven. Stel je eens voor dat je in een huis leeft waarin alles, maar dan ook alles, voortdurend praat. Zo'n huis is de aarde. Althans, zo is de aarde in ecologica, de nieuwe van ondergang bewuste bundel van Rozalie Hirs. Ook daarin lijkt het boek der natuur op het boek met verzen: op de witte ondergrond tiert de betekenis welig.

#### dagtekening van liefdesvormen (2024)
Er is onophoudelijk een samenklank van voelen, denken, waarnemen, reflecteren en ondergaan. Net als ecologica roept de bundel op tot liefhebben en verbinding zoeken met de ander en de wereld om je heen. Er is geen begrenzing, haar bundel doet zich voor als een oneindig universum, van taal weliswaar, maar al lijken letters begrensd te worden door het einde van het woord, de woorden door het einde van de regel, de regels door het einde van de bladzijde en de bladzijden door het einde van de bundel, die begrenzing is een illusie, want net als dat je door een oneindig groot landschap wandelt, kun je alle kanten op kijken en ontdek je steeds weer iets nieuws. Toch is dit geen bundel liefdesgedichten in enge zin: het begrip ‘liefde’ moet opgerekt worden naar een diepe verbondenheid met de wereld. Het maakt van Dagtekening van liefdesvormen Hirs’ meest menselijke bundel tot nu toe. Het spel met grammatical functies en de ontsporende zinnen die zo typisch zijn voor Hirs’ oeuvre nemen nog steeds een belangrijke plaats in, maar deze bundel valt vooral op door het welig tierende woordspel. De taal vloeit en zit vol klankverschuivingen. Ook durft Hirs de gangbare syntaxis los te laten. Zinnen en zinsdelen zijn dikwijls op meerdere wijzen met elkaar te verbinden, waardoor je vanzelf langzaam en zorgvuldig leest. Het is inmiddels een beproefd procedé in dit oeuvre maar hoeft begrip, als dat al relevant is, niet in de weg te staan.

### Digitale poëzie
Een belangrijk medium voor Hirs is naast de gedrukte dichtbundel in boekvorm ook de digitale poëzie. Haar eerste digitale project was de integrale vertaling van de bundel Logos (2002) naar de gelijknamige online hyperstructuur Logos (2002). Deze ontstond in samenwerking met Matt Lee op basis van de illustraties van Noëlle von Eugen. Enkele jaren later ontstonden op uitnodiging van het Nederlands Letterenfonds twee digitale applicaties in samenwerking met beeldend kunstenaar Harm van den Dorpel: Stamboom (2006) en Tekstverschijning (2006). Deze waren de opmaat naar een integrale digitale vertaling van de bundel Geluksbrenger (2008) tot de meertalige site Geluksbrenger (2011) met woordspeelgoed, luisterruimten en geluidsopnamen van voorgelezen gedichten. Op basis van zes gedichten uit haar bundel gestamelde werken (2012) zijn in samenwerking met de Belgische ontwerpers Ines Cox en Lauren Grusenmeyer zes alter ego's ontstaan op zes verschillende sociale netwerken (Blogger, Facebook, YouTube, Instagram, Tumblr, Twitter).
Uit de Engelstalige versie van de serie bewegingslijnen (in 2013 bij Uitgeverij Vleugels verschenen onder de titel Curvices and Musicles) uit verdere bijzonderheden (2017) ontstond in opdracht van Musica/Klankenbos, Neerpelt, België, de locatie-specifieke poëzie en muziekapp Curvices (2013-heden). In opdracht van November Music, Den Bosch, ontstond vervolgens Curvices Den Bosch (2014-heden); in opdracht van Muziekgebouw aan 't IJ Curvices Amsterdam (2015-16). De app is online gratis te downloaden en werkt via GPS op de desbetreffende plaatsen, die als virtueel museum op te vatten zijn met klank- en poëziekamers. De architect Machiel Spaan tekende voor het ruimtelijk ontwerp, Ines Cox en Lauren Grusenmeyer voor het grafisch ontwerp en de animaties, Yvan Vander Sanden voor het software ontwerp; Hirs voor de muziek en poëzie.
Digitale poëzie vervangt het boek niet, maar laat volgens Hirs de lezer op een andere manier spelen met de tekst. Digitale poëzie kan de leeservaring zo inzichtelijker maken. De lezer kan zich door de eigen interactie met de digitale poëzie bewust worden van de veelheid van leesmogelijkheden binnen een gedicht en van zijn of haar invloed op het gevolgde pad, de gemaakte keuzes.

## Prijzen en onderscheidingen
In 2002 ontving ze voor Book of mirrors de Boris and Edna Rapoport Prize van de Columbia-universiteit. Voor haar studie aan de Columbia-universiteit ontving ze een Fulbright fellowship (1999-2000), fellowships van Columbia-universiteit (1999-2002), en beurzen van het Fonds voor de Podiumkunsten (2000-2002). Voor haar dissertatie ontving ze een beurs van het Prins Bernhard Cultuurfonds (2003-2005). Voor haar werk aan het Conservatorium van Amsterdam en het boek Contemporary Compositional Techniques and OpenMusic ontving ze een beurs van de Amsterdamse Hogeschool voor de Kunsten, lektoraat Kunstpraktijk en artistieke ontwikkeling van Marijke Hoogenboom (2005-2007).
In 2007 werd de elektroakoestische compositie Pulsars (2007) gekozen tot 'Recommended work' tijdens het 11th International Rostrum of Electroacoustic Music (IREM). Roseherte en Zenit werden in 2009 respectievelijk 2011 geselecteerd voor Toonzetters als een van de tien mooiste werken van het voorafgaande jaar. Van het Vlaams Fonds voor de Letteren ontving ze een stipendium voor Locus in 1999, en werkbeurzen voor [Speling] in 2003, Geluksbrenger in 2004, 2006, 2007, en gestamelde werken in 2009, 2010 en 2011. Het Nederlands Letterenfonds kende haar in 2014, 2018, 2020, en 2022 werkbeurzen toe voor respectievelijk verdere bijzonderheden, oneindige zin, ecologica, en dagtekening van liefdesvormen.
In 2011 was Hirs juryvoorzitter van de Gaudeamus Muziekweek en ontving ze een tweejarig stipendium Compositie van Fonds voor de Podiumkunsten. In 2015 was ze jurylid voor de P.C. Hooft-prijs, in 2017 voor de VSB Poëzieprijs. Haar dichtbundels ecologica en dagtekening van liefdesvomen werden in 2024 respectievelijk 2025 geselecteerd voor de longlist van De Grote Poëzieprijs. Haar dichtbundel ecologica werd bekroond met de Jan Campert-prijs 2023.

### Onderzoek, essay
- R. Hirs, "On Murail's Le lac", D.M.A. dissertation, Columbia University/New York, Ann Arbor: ProQuest, 2007.
- R. Hirs, B. Gilmore, eds., Contemporary Compositional Techniques and OpenMusic, Collection Musique/Sciences, Paris: Editions Delatour/IRCAM, 2009. ISBN 978-275-210-080-1
- R. Hirs, "On Tristan Murail's Le lac", Contemporary Compositional Techniques and OpenMusic, Collection Musique/Sciences, Paris: Editions Delatour/IRCAM, 2009. pp 45–89. ISBN 978-275-210-080-1
- R. Hirs, "Frequency-based compositional techniques in the music of Tristan Murail", Contemporary Compositional Techniques and OpenMusic, Collection Musique/Sciences, Paris: Editions Delatour/IRCAM, 2009. pp 93–196. ISBN 978-275-210-080-1
- R. Hirs, "Zeitgenössische Kompositionstechniken und OpenMusic: Murail's Le Lac", Klangperspektiven (herausgegeben von Lukas Haselböck), Wolke Verlag, Hofheim, 2011. pp 119–164. ISBN 978-393-600-081-8
- R. Hirs, ‘Spectralisms in the Music of Rozalie Hirs and Their Points of Departure in Research and Innovation’, Oxford Handbook of Spectral Music (online), Oxford University Press, England, UK, 2023.[33]
- R. Hirs, ‘Spectralisms in the Music of Rozalie Hirs and Their Points of Departure in Research and Innovation’, Oxford Handbook of Spectral Music (book), Oxford University Press, England, UK, 2025.

### Poëzie
- R. Hirs Locus. Amsterdam: Querido, 1998. ISBN 90-214-6643-0
- R. Hirs Logos. Amsterdam: Querido, 2002. ISBN 90-214-6708-9
- R. Hirs [Speling]. Amsterdam: Querido, 2005. ISBN 90-214-6734-8
- Hirs, Rozalie (2008). Geluksbrenger. Querido, Amsterdam. ISBN 978-90-214-3503-9.
- Hirs, Rozalie (2012). Gestamelde werken. Querido, Amsterdam. ISBN 978-90-214-4243-3.
- (de) Hirs, Rozalie (2014). ein tag. hochroth Verlag, Berlijn. ISBN 978-39-028-7150-3. (tweetalig; Duitse vertaling: Ard Posthuma, Rozalie Hirs)
- R. Hirs život mogućnosti. Banja Luka: Biblioteka Prevodi, 2014. ISBN 978-99-955-8050-6. (Servische vertaling: Jelica Novaković; , Kroatische vertaling: Radovan Lučić; inleiding door Laurens Ham)
- (de) Hirs, Rozalie (2017). gestammelte werke. kookbooks, Berlin. ISBN 978-3-937445-67-0.. (meertalig; Duitse vertaling: Rozalie Hirs, Daniela Seel, Ard Posthuma; Engelse vertaling: Donald Gardner, Ko Kooman, Willem Groenwegen, Moze Jacobs; Chinese vertaling: Aurea Sison; Spaanse vertaling: Diego Puls; Franse vertaling: Henri Deluy, Kim Andringa, Daniel Cunin; Albanese vertaling: Anton Papleka; Zweedse vertaling: Boerje Bohlin; Servische vertaling: Jelica Novaković, Radovan Lučić; Litouwse vertaling: Ausra Gudaviciute, Gytis Norvilas; Russische vertaling: Nina Targan Mouravi)
- Hirs, Rozalie (2017). Verdere bijzonderheden. Querido, Amsterdam. ISBN 978-90-214-0857-6. Nominatie voor de Karel van de Woestijne Poëzieprijs (2017-2019), Sint-Martens-Latem, Oost-Vlaanderen, België. Publieksprijs Karel van de Woestijne 2020 voor het gedicht 'van roos tot enig glaswerk' uit de bundel.
- R. Hirs ahora es una rosa, Montevideo: Yauguru Books, Uruguay, 2019. ISBN 978-9974-890-33-6. (Spaanse vertaling: Diego Puls)
- R. Hirs spor al lykkebringer, Kopenhagen: Melodika Forlaget, Denemarken, 2021. ISBN 978-87-972522-4-6. (Deense vertaling: Birthe Lundsgaard)
- Hirs, Rozalie (2021). oneindige zin. Querido, Amsterdam. ISBN 978-90-214-3664-7.
- Hirs, Rozalie (2023). ecologica. Vleugels, Rotterdam. ISBN 978-94-93186-86-6. Jan Campert-prijs 2023
- Hirs, Rozalie (2024). dagtekening van liefdesvormen. Querido, Amsterdam. ISBN 978-90-21489-70-4.

## Discografie
- Sacro Monte (instrumentaal werk; Ives Ensemble), Present, NM Classics, Uitgeverij Donemus, Amsterdam, 1999
- In LA (elektro-akoestisch werk met tekst; Rozalie Hirs), Drukkerij Tielen, Boxtel, 2003
- Platonic ID (instrumentale werken; Asko|Schönberg, Stefan Asbury, Arnold Marinissen, Anna McMichael, Dante Boon, Bas Wiegers), Attacca records, Amsterdam, 2007
- Pulsars (elektro-akoestische werken met tekst; Rozalie Hirs, Arnold Marinissen), Attacca records/MCN, Amsterdam, 2010
- Article 7 (2012) Fie Schouten basklarinet CD Ladder of Escape 11 ATT2014140[34]